# Altamiro Guimarães
Altamiro Lobo Guimarães (Tubarão, 2 de março de 1899 — Rio de Janeiro, 16 de agosto de 1946) foi um advogado e político brasileiro.
Filho de Manuel da Silva Guimarães e de Maria Engrácia de Sousa Lobo Guimarães, casou com Cora Seara Guimarães.
Bacharel em direito pela Faculdade de Direito de Santa Catarina, em 1937.
Participou da campanha da revolução de 1930. Afiliado ao Partido Liberal Catarinense, foi deputado à Assembleia Legislativa de Santa Catarina na 1ª legislatura (1935 — 1937).
Aliado a Nereu Ramos, foi secretário da Fazenda de Santa Catarina quando o mesmo foi interventor federal. Foi interventor federal interino nas ausências de Nereu Ramos, de 1937 a 1945.
Morreu durante o mandato de deputado à Câmara dos Deputados por Santa Catarina na 38ª legislatura (1947 — 1951).